# Desulfotomaculum thermosapovorans
Desulfotomaculum thermosapovorans è una specie di batterio appartenente alla famiglia delle Peptococcaceae.